# Prêmios recebidos pelo Salgueiro
A lista de prêmios recebidos pelo Salgueiro reúne as premiações extraoficiais e as condecorações recebidas pelo Grêmio Recreativo Escola de Samba Acadêmicos do Salgueiro. A escola teve origem no Morro do Salgueiro, no bairro da Tijuca, na Zona Norte da cidade do Rio de Janeiro. Foi fundada em 5 de março de 1953, a partir da fusão das escolas de samba Depois Eu Digo e Azul e Branco.
O Salgueiro é um dos maiores vencedores do Estandarte de Ouro, considerado o "óscar do carnaval carioca". Também conquistou diversas outras premiações como Tamborim de Ouro, S@mba-Net, Estrela do Carnaval, Prêmio SRzd, Cannes Lions, entre outras. Possui nove títulos de campeã do carnaval do Rio de Janeiro, conquistados nos anos de 1960, 1963, 1965, 1969, 1971, 1974, 1975, 1993 e 2009, ocupando, junto com Império Serrano e Imperatriz Leopoldinense, a posição de quarta maior vencedora no ranking de campeãs do carnaval carioca.

## Estandarte de Ouro
O Estandarte de Ouro é o mais antigo e importante prêmio extraoficial do carnaval do Rio de Janeiro, sendo conhecido como "Óscar do samba" ou "Óscar do carnaval", numa referência ao Óscar. Sua primeira edição foi realizada em 1972. É organizado e oferecido pelos jornais O Globo e Extra. Contempla a primeira e a segunda divisão do carnaval. Os vencedores são escolhidos por um júri formado por jornalistas, repórteres e colunistas do Jornal O Globo, da Rede Globo e da Rádio Globo; além de artistas ligados à música e às artes.

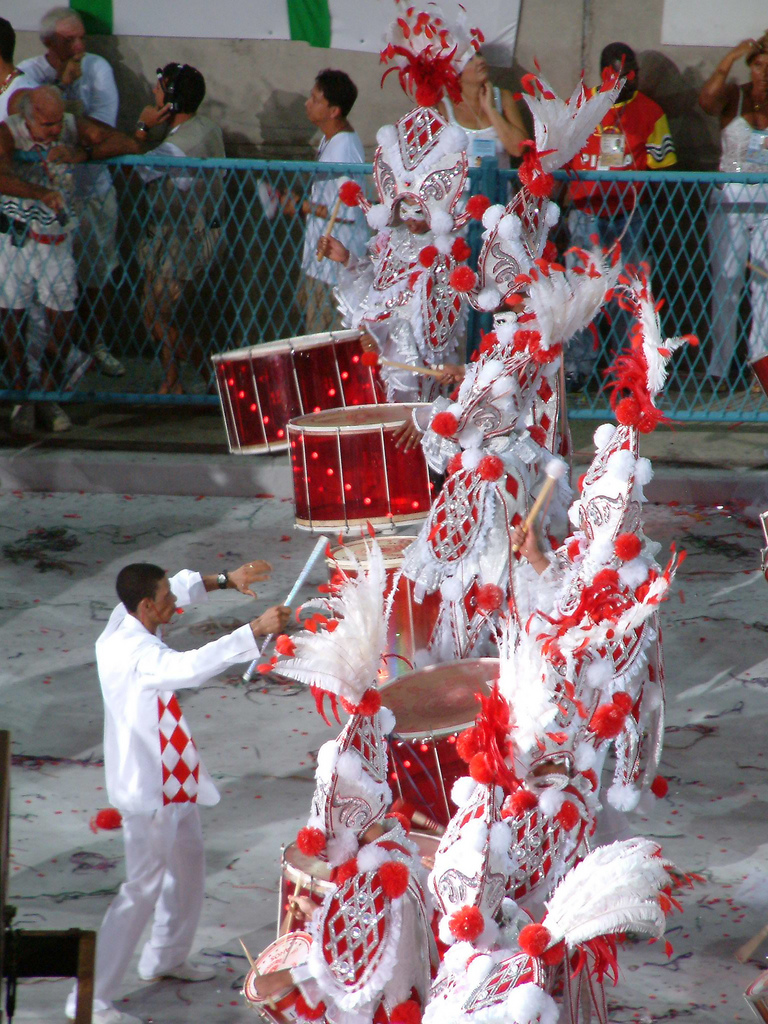
Bateria do Salgueiro no desfile do carnaval de 2003, ano em que a escola conquistou seu quinto Estandarte de Ouro na categoria. A Bateria Furiosa é a mais premiada do Estandarte junto com a bateria do Império Serrano.

### Prêmios por categoria

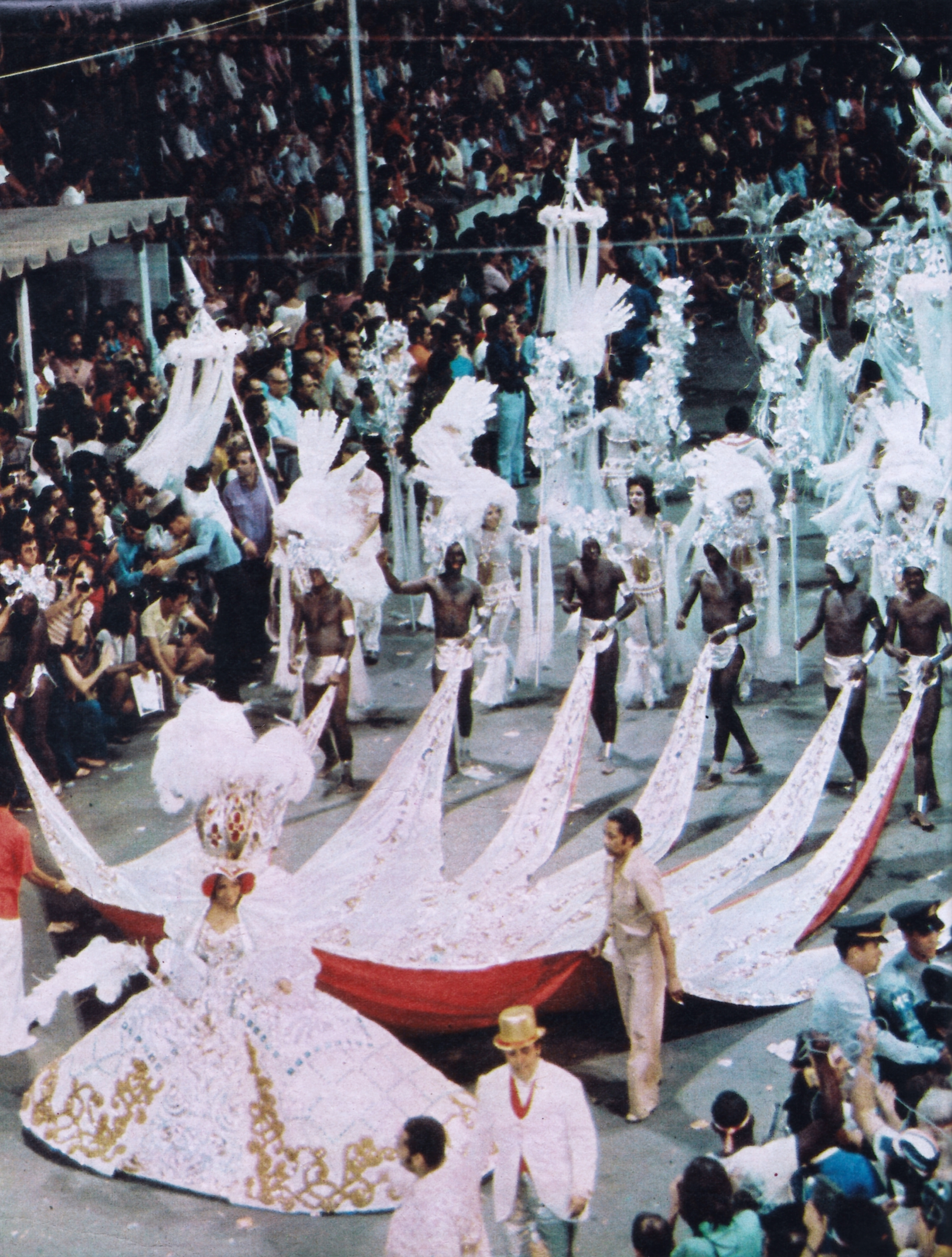
Desfile do Salgueiro no carnaval de 1974, ano em que recebeu seu primeiro Estandarte de Ouro de Melhor Escola.

| Categoria                                      | Total | Ano                                                  |
| ---------------------------------------------- | ----- | ---------------------------------------------------- |
| Melhor Escola                                  | 8     | 1974, 1993, 1994, 2000, 2003, 2009, 2014, 2018       |
| Samba-enredo                                   | 2     | 1978, 2014                                           |
| Enredo                                         | 9     | 1973, 1974, 1990, 1991, 1993, 2006, 2009, 2013, 2016 |
| Bateria                                        | 9     | 1973, 1975, 1984, 1993, 1998, 2000, 2003, 2008, 2014 |
| Intérprete                                     | 1     | 1989                                                 |
| Mestre-sala                                    | 9     | 1986, 1988, 1998, 2001, 2003, 2004, 2017, 2020, 2022 |
| Porta-bandeira                                 | 7     | 1982, 1985, 1986, 1991, 2001, 2016, 2020             |
| Comissão de Frente                             | 6     | 1990, 1996, 2003, 2005, 2013, 2016                   |
| Melhor Ala                                     | 3     | 2008, 2011, 2020                                     |
| Ala de Baianas                                 | 7     | 1986, 1988, 1989, 2005, 2007, 2010, 2019             |
| Ala de Passistas                               | 3     | 2017, 2022, 2025                                     |
| Personalidade                                  | 7     | 1979, 1982, 1983, 1986, 1992, 1994, 2003             |
| Revelação                                      | 2     | 1992, 2010                                           |
| Inovação                                       | 1     | 2024                                                 |
| Passista Feminino (Categoria extinta em 2019)  | 6     | 1978, 1983, 1985, 1987, 2007, 2019                   |
| Passista Masculino (Categoria extinta em 2019) | 3     | 1981, 2005, 2017                                     |
| Destaque Feminino (Categoria extinta em 1986)  | 3     | 1976, 1977, 1980                                     |
| Destaque Masculino (Categoria extinta em 1986) | 2     | 1973, 1984                                           |
| Ala de Crianças (Categoria extinta em 1994)    | 1     | 1993                                                 |
| Melhor Fantasia (Categoria extinta em 1975)    | 1     | 1974                                                 |
| Total até 2025: 90 prêmios                     |       |                                                      |

### Relação completa
| Ano  | Categoria premiada                                                                      | C  | Referência    |
| ---- | --------------------------------------------------------------------------------------- | -- | ------------- |
| 1973 | Bateria                                                                                 | 1  | [ 7 ]         |
| 1973 | Enredo ("Eneida, Amor e Fantasia")                                                      | 2  | [ 7 ]         |
| 1973 | Destaque Masculino (Laíla)                                                              | 3  | [ 7 ]         |
| 1974 | Melhor escola                                                                           | 4  | [ 8 ]         |
| 1974 | Enredo ("O Rei de França na Ilha da Assombração")                                       | 5  | [ 8 ]         |
| 1974 | Fantasias                                                                               | 6  | [ 8 ]         |
| 1975 | Bateria                                                                                 | 7  | [ 9 ]         |
| 1976 | Destaque Feminino (Paula do Salgueiro)                                                  | 8  | [ 10 ]        |
| 1977 | Destaque Feminino (Isabel Valença)                                                      | 9  | [ 11 ]        |
| 1978 | Samba-enredo ("Do Iorubá à Luz, a Aurora dos Deuses")                                   | 10 | [ 12 ]        |
| 1978 | Passista Feminino (Roxinha)                                                             | 11 | [ 12 ]        |
| 1979 | Personalidade Feminina (Dona Maria Romana)                                              | 12 | [ 13 ]        |
| 1980 | Destaque Feminino (Dona Maria Romana)                                                   | 13 | [ 14 ]        |
| 1981 | Passista Masculino (Damásio)                                                            | 14 | [ 15 ]        |
| 1982 | Porta-bandeira (Adriana)                                                                | 15 | [ 16 ]        |
| 1982 | Personalidade Feminina (Dona Neném do Bozunga)                                          | 16 | [ 16 ]        |
| 1983 | Personalidade Feminina (Marilzão)                                                       | 17 | [ 17 ]        |
| 1983 | Passista Feminino (Elza Cobrinha)                                                       | 18 | [ 17 ]        |
| 1984 | Bateria                                                                                 | 19 | [ 18 ]        |
| 1984 | Destaque Masculino (Mestre Louro)                                                       | 20 | [ 18 ]        |
| 1985 | Porta-bandeira (Rita Freitas)                                                           | 21 | [ 19 ]        |
| 1985 | Passista Feminino (Narcisa Macedo)                                                      | 22 | [ 19 ]        |
| 1986 | Mestre-sala (Amauri)                                                                    | 23 | [ 20 ]        |
| 1986 | Porta-bandeira (Rita Freitas)                                                           | 24 | [ 20 ]        |
| 1986 | Ala de Baianas                                                                          | 25 | [ 20 ]        |
| 1986 | Personalidade Feminina (Elizabeth Nunes)                                                | 26 | [ 20 ]        |
| 1987 | Passista Feminino (Regina)                                                              | 27 | [ 21 ]        |
| 1988 | Mestre-sala (Ronaldinho)                                                                | 28 | [ 22 ]        |
| 1988 | Ala de Baianas                                                                          | 29 | [ 22 ]        |
| 1989 | Intérprete (Rixxah)                                                                     | 30 | [ 23 ]        |
| 1989 | Ala de Baianas                                                                          | 31 | [ 23 ]        |
| 1990 | Enredo ("Sou Amigo do Rei")                                                             | 32 | [ 24 ]        |
| 1990 | Comissão de Frente                                                                      | 33 | [ 24 ]        |
| 1991 | Enredo ("Me Masso Se não Passo pela Rua do Ouvidor")                                    | 34 | [ 25 ]        |
| 1991 | Porta-bandeira (Rita Freitas)                                                           | 35 | [ 25 ]        |
| 1992 | Revelação (Aline, passista mirim)                                                       | 36 | [ 26 ] [ 27 ] |
| 1992 | Personalidade (Mestre Louro)                                                            | 37 | [ 26 ] [ 27 ] |
| 1993 | Melhor escola                                                                           | 38 | [ 28 ] [ 29 ] |
| 1993 | Bateria                                                                                 | 39 | [ 28 ] [ 29 ] |
| 1993 | Enredo ("Peguei um Ita no Norte")                                                       | 40 | [ 28 ] [ 29 ] |
| 1993 | Ala de Crianças                                                                         | 41 | [ 28 ] [ 29 ] |
| 1994 | Melhor escola                                                                           | 42 | [ 30 ] [ 31 ] |
| 1994 | Personalidade (Xangô do Salgueiro)                                                      | 43 | [ 30 ] [ 31 ] |
| 1996 | Comissão de Frente                                                                      | 44 | [ 32 ]        |
| 1998 | Bateria                                                                                 | 45 | [ 33 ]        |
| 1998 | Mestre-sala (Sidclei Santos)                                                            | 46 | [ 33 ]        |
| 2000 | Melhor escola                                                                           | 47 | [ 34 ]        |
| 2000 | Bateria                                                                                 | 48 | [ 34 ]        |
| 2001 | Mestre-sala (Ronaldinho)                                                                | 49 | [ 35 ]        |
| 2001 | Porta-bandeira (Marcella Alves)                                                         | 50 | [ 35 ]        |
| 2003 | Melhor escola                                                                           | 51 | [ 36 ]        |
| 2003 | Bateria                                                                                 | 52 | [ 36 ]        |
| 2003 | Comissão de Frente                                                                      | 53 | [ 36 ]        |
| 2003 | Mestre-sala (Ronaldinho)                                                                | 54 | [ 36 ]        |
| 2003 | Personalidade (Djalma Sabiá)                                                            | 55 | [ 36 ]        |
| 2004 | Mestre-sala (Ronaldinho)                                                                | 56 | [ 37 ]        |
| 2005 | Comissão de Frente                                                                      | 57 | [ 38 ]        |
| 2005 | Ala de Baianas                                                                          | 58 | [ 38 ]        |
| 2005 | Passista Masculino (Carlinhos Coreógrafo)                                               | 59 | [ 38 ]        |
| 2006 | Enredo ("Microcosmos: O Que os Olhos Não Vêem, o Coração Sente")                        | 60 | [ 39 ]        |
| 2007 | Ala de Baianas                                                                          | 61 | [ 40 ]        |
| 2007 | Passista Feminino (Danuza Regina)                                                       | 62 | [ 40 ]        |
| 2008 | Bateria                                                                                 | 63 | [ 41 ]        |
| 2008 | Melhor Ala ("A Era do Rádio")                                                           | 64 | [ 41 ]        |
| 2009 | Melhor escola                                                                           | 65 | [ 42 ] [ 43 ] |
| 2009 | Enredo ("Tambor")                                                                       | 66 | [ 42 ] [ 43 ] |
| 2010 | Ala de Baianas                                                                          | 67 | [ 44 ]        |
| 2010 | Revelação (Daniel Jofre, segundo mestre-sala)                                           | 68 | [ 44 ]        |
| 2011 | Melhor Ala ("Zé Carioca")                                                               | 69 | [ 45 ] [ 46 ] |
| 2013 | Enredo ("Fama")                                                                         | 70 | [ 47 ] [ 48 ] |
| 2013 | Comissão de Frente                                                                      | 71 | [ 47 ] [ 48 ] |
| 2014 | Melhor escola                                                                           | 72 | [ 49 ] [ 50 ] |
| 2014 | Samba-enredo ("Gaia - A vida em Nossas Mãos")                                           | 73 | [ 49 ] [ 50 ] |
| 2014 | Bateria                                                                                 | 74 | [ 49 ] [ 50 ] |
| 2016 | Enredo ("A Ópera dos Malandros")                                                        | 75 | [ 51 ] [ 52 ] |
| 2016 | Porta-bandeira (Marcella Alves)                                                         | 76 | [ 51 ] [ 52 ] |
| 2016 | Comissão de Frente                                                                      | 77 | [ 51 ] [ 52 ] |
| 2017 | Mestre-sala (Sidclei Santos)                                                            | 78 | [ 53 ] [ 54 ] |
| 2017 | Ala de Passistas                                                                        | 79 | [ 53 ] [ 54 ] |
| 2017 | Passista Masculino (Emerson Faustino)                                                   | 80 | [ 53 ] [ 54 ] |
| 2018 | Melhor escola                                                                           | 81 | [ 55 ] [ 56 ] |
| 2019 | Ala de Baianas                                                                          | 82 | [ 57 ] [ 58 ] |
| 2019 | Passista Feminino (Bellinha Delfim)                                                     | 83 | [ 57 ] [ 58 ] |
| 2020 | Mestre-sala (Sidclei Santos)                                                            | 84 | [ 59 ]        |
| 2020 | Porta-bandeira (Marcella Alves)                                                         | 85 | [ 59 ]        |
| 2020 | Melhor Ala ("Ala das Damas - A Viúva Alegre")                                           | 86 | [ 59 ]        |
| 2022 | Mestre-sala (Sidclei Santos)                                                            | 87 | [ 60 ]        |
| 2022 | Ala de Passistas                                                                        | 88 | [ 60 ]        |
| 2024 | Inovação (Alegoria "A Beleza Yanomami" com uma "cachoeira de LED" para substituir água) | 89 | [ 61 ]        |
| 2025 | Ala de Passistas                                                                        | 90 | [ 62 ]        |

## Cannes Lions International Festival of Creativity
Cannes Lions International Festival of Creativity é um prêmio para ações publicitárias. Foi criado em 1953, se tornando o mais importante prêmio da publicidade mundial. É realizado na cidade de Cannes, na Riviera Francesa. Os prêmios são divididos em Grand Prix, Leão de Ouro, Leão de Prata e Leão de Bronze. O júri de cada categoria é composto por publicitários de vários países.
| Ano  | Prêmio         | Categorias              | Motivo                       | Referência |
| ---- | -------------- | ----------------------- | ---------------------------- | ---------- |
| 2024 | Leão de Bronze | Entertainment           | "Hutukara" (Salgueiro e DM9) | [ 63 ]     |
| 2024 | Leão de Bronze | Entertainment for Music | "Hutukara" (Salgueiro e DM9) | [ 63 ]     |
| 2024 | Leão de Bronze | Industry Craft          | "Hutukara" (Salgueiro e DM9) | [ 63 ]     |

## Estrela do Carnaval
Estrela do Carnaval é uma premiação organizada e concedida pelo site Carnavalesco à primeira e segunda divisões do carnaval carioca. Sua primeira edição foi realizada em 2008. Até 2011 foi realizada em parceria com o site SRzd. Os premiados são escolhidos por jornalistas, comentaristas, radialistas e fotógrafos que fazem a cobertura dos desfiles das escolas de samba.

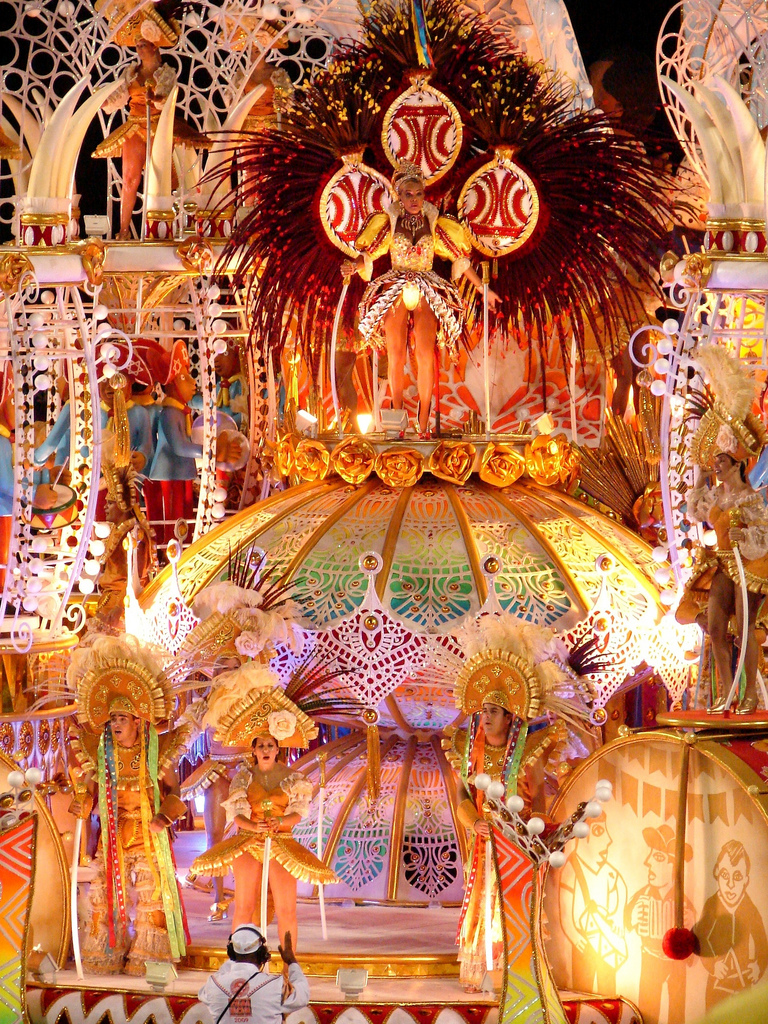
Desfile do Salgueiro no carnaval de 2009 (Tambor) foi eleito o "Desfile do Ano" pelo prêmio Estrela do Carnaval, do site Carnavalesco.

| Ano  | Categoria premiada                                             | C  | Referência    |
| ---- | -------------------------------------------------------------- | -- | ------------- |
| 2008 | Desfile do Ano                                                 | 1  | [ 65 ] [ 66 ] |
| 2008 | Comissão de Frente                                             | 2  | [ 65 ] [ 66 ] |
| 2008 | Diretor de Carnaval (Ricardo Fernandes)                        | 3  | [ 65 ] [ 66 ] |
| 2009 | Desfile do Ano                                                 | 4  | [ 67 ] [ 68 ] |
| 2009 | Carnavalesco (Renato Lage)                                     | 5  | [ 67 ] [ 68 ] |
| 2009 | Conjunto de Fantasias                                          | 6  | [ 67 ] [ 68 ] |
| 2011 | Ala de Baianas                                                 | 7  | [ 69 ] [ 70 ] |
| 2011 | Conjunto de Alegorias                                          | 8  | [ 69 ] [ 70 ] |
| 2012 | Ala de Baianas                                                 | 9  | [ 71 ] [ 72 ] |
| 2013 | Bateria                                                        | 10 | [ 73 ]        |
| 2013 | Conjunto de Fantasias                                          | 11 | [ 73 ]        |
| 2014 | Mestre-sala e Porta-bandeira (Sidclei Santos e Marcella Alves) | 12 | [ 74 ]        |
| 2014 | Ala de Baianas                                                 | 13 | [ 74 ]        |
| 2014 | Conjunto de Fantasias                                          | 14 | [ 74 ]        |
| 2015 | Desfile do Ano                                                 | 15 | [ 75 ]        |
| 2015 | Bateria                                                        | 16 | [ 75 ]        |
| 2015 | Ala de Passistas                                               | 17 | [ 75 ]        |
| 2015 | Conjunto de Alegorias                                          | 18 | [ 75 ]        |
| 2016 | Enredo ("A Ópera dos Malandros")                               | 19 | [ 76 ]        |
| 2016 | Ala de Baianas                                                 | 20 | [ 76 ]        |
| 2017 | Mestre-sala e Porta-bandeira (Sidclei Santos e Marcella Alves) | 21 | [ 77 ]        |
| 2017 | Bateria                                                        | 22 | [ 77 ]        |
| 2018 | Desfile do Ano                                                 | 23 | [ 78 ]        |
| 2018 | Ala de Baianas                                                 | 24 | [ 78 ]        |
| 2018 | Conjunto de Alegorias                                          | 25 | [ 78 ]        |
| 2018 | Conjunto de Fantasias                                          | 26 | [ 78 ]        |
| 2020 | Conjunto de Fantasias                                          | 27 | [ 79 ]        |

## Fala Galera Carna Insta
Fala Galera Carna Insta é um prêmio concedido desde 2022 pelo site carnainsta junto com o canal Fala Galera às escolas de samba da primeira e da segunda divisão do carnaval carioca.
| Ano  | Categoria premiada | C | Referência |
| ---- | ------------------ | - | ---------- |
| 2023 | Ala de Passistas   | 1 | [ 80 ]     |
| 2023 | Ala de Baianas     | 2 | [ 80 ]     |

## Feras da Sapucaí
Feras da Sapucaí é um prêmio concedido desde 2022 pela revista Feras do Carnaval às escolas de samba da primeira e da segunda divisão do carnaval carioca.
| Ano  | Categoria premiada                 | C | Referência |
| ---- | ---------------------------------- | - | ---------- |
| 2023 | Melhor Ala Coreografada (Maculelê) | 1 | [ 81 ]     |
| 2023 | Passista de Ouro (Roberto Souza)   | 2 | [ 81 ]     |

## Gato de Prata
Troféu Gato de Prata é um prêmio idealizado e concedido pelo cantor, compositor e jornalista Tico do Gato à primeira e segunda divisões do carnaval carioca. Sua primeira edição foi realizada em 2010. A escolha dos contemplados é feita por jornalistas, comentaristas, radialistas e fotógrafos que fazem a cobertura dos desfiles das escolas de samba.

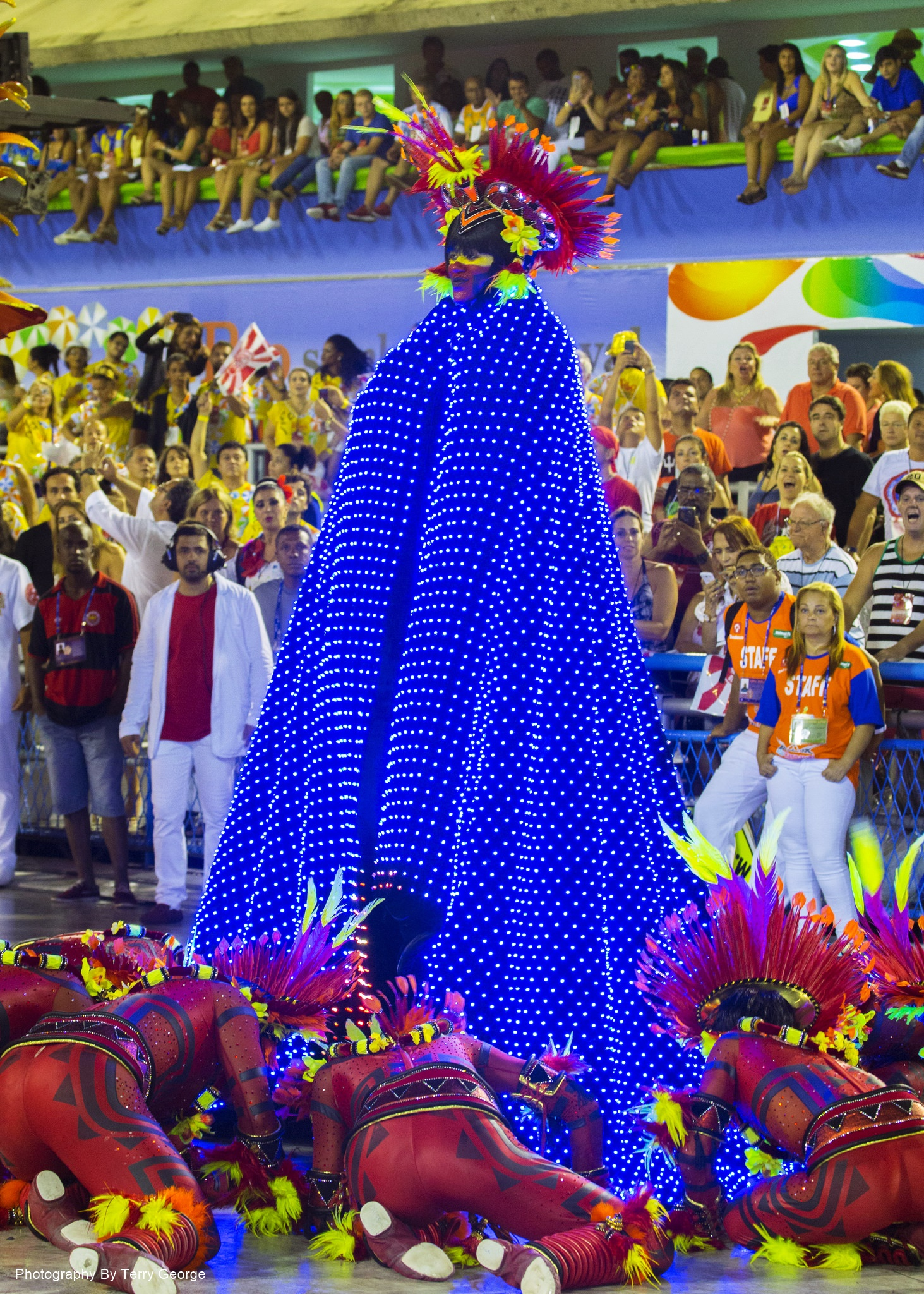
Comissão de Frente do Salgueiro no carnaval de 2015 foi premiada com o Troféu Gato de Prata.

| Ano  | Categoria premiada                                                             | C  | Referência    |
| ---- | ------------------------------------------------------------------------------ | -- | ------------- |
| 2010 | Ala coreografada                                                               | 1  | [ 83 ]        |
| 2011 | Enredo ("Salgueiro Apresenta: O Rio no Cinema")                                | 2  | [ 84 ]        |
| 2012 | Ala de Passistas Feminino                                                      | 3  | [ 85 ]        |
| 2013 | Ala de Baianas                                                                 | 4  | [ 86 ] [ 87 ] |
| 2013 | Destaque (Marcelo Torreão)                                                     | 5  | [ 86 ] [ 87 ] |
| 2013 | Rainha de Bateria (Viviane Araújo)                                             | 6  | [ 86 ] [ 87 ] |
| 2014 | Samba-enredo ("Gaia, a Vida em Nossas Mãos")                                   | 7  | [ 88 ]        |
| 2014 | Bateria                                                                        | 8  | [ 88 ]        |
| 2014 | Ala de Passistas Feminino                                                      | 9  | [ 88 ]        |
| 2014 | Rainha de Bateria (Viviane Araújo)                                             | 10 | [ 88 ]        |
| 2015 | Melhor escola                                                                  | 11 | [ 89 ]        |
| 2015 | Carnavalescos (Renato Lage e Márcia Lage)                                      | 12 | [ 89 ]        |
| 2015 | Comissão de Frente                                                             | 13 | [ 89 ]        |
| 2015 | Diretor de carnaval (Dudu Azevedo)                                             | 14 | [ 89 ]        |
| 2016 | Comissão de Frente                                                             | 15 | [ 90 ]        |
| 2016 | Ala de Passistas Masculinos                                                    | 16 | [ 90 ]        |
| 2016 | Personalidade (Aílton Graça)                                                   | 17 | [ 90 ]        |
| 2017 | Mestre-sala e Porta-bandeira (Sidclei Santos e Marcella Alves)                 | 18 | [ 91 ]        |
| 2017 | Melhor Ala (Ala do Maculelê)                                                   | 19 | [ 91 ]        |
| 2018 | Melhor escola                                                                  | 20 | [ 92 ]        |
| 2018 | Melhor carnavalesco (Alex de Souza)                                            | 21 | [ 92 ]        |
| 2018 | Rainha de Bateria (Viviane Araújo)                                             | 22 | [ 92 ]        |
| 2019 | Bateria                                                                        | 23 | [ 93 ]        |
| 2019 | Mestre-sala e Porta-bandeira (Sidclei Santos e Marcella Alves)                 | 24 | [ 93 ]        |
| 2019 | Rainha de Bateria (Viviane Araújo)                                             | 25 | [ 93 ]        |
| 2019 | Homenagem Especial (André Vaz - presidente do Salgueiro)                       | 26 | [ 93 ]        |
| 2020 | Velha Guarda                                                                   | 27 | [ 94 ]        |
| 2020 | Ala de Passistas Feminino                                                      | 28 | [ 94 ]        |
| 2022 | Mestre-sala e Porta-bandeira (Sidclei Santos e Marcella Alves)                 | 29 | [ 95 ]        |
| 2022 | Ala de Passistas                                                               | 30 | [ 95 ]        |
| 2023 | Melhor Ala (Mariposas do Salgueiro com a fantasia "O doce Perfume - Madalena") | 31 | [ 96 ]        |
| 2023 | Velha Guarda                                                                   | 32 | [ 96 ]        |
| 2023 | Homenagem Especial (Quinho do Salgueiro)                                       | 33 | [ 96 ]        |
| 2024 | Samba-enredo ("Hutukara")                                                      | 34 | [ 97 ]        |
| 2024 | Personalidade (Joaquim Cruz - vice-presidente do Salgueiro)                    | 35 | [ 97 ]        |
| 2025 | Ala de Passistas                                                               | 36 | [ 98 ]        |
| 2025 | Rainha de Bateria (Viviane Araújo)                                             | 37 | [ 98 ]        |

## Machine - Bastidores do Carnaval Carioca
O Prêmio Machine - Bastidores do Carnaval Carioca é uma premiação idealizada por Cátia Calixto, com coordenação de Denise Pinto Pereira e Elizabeth Rodrigues, concedida aos profissionais técnicos que atuam no Sambódromo da Marquês de Sapucaí. O prêmio foi criado em homenagem à José Carlos Farias Caetano ("Machine"), conhecido como Síndico da Passarela. Sua primeira edição foi realizada em 2016. A escolha dos contemplados é feita pelos coordenadores do prêmio e pelo júri técnico formado por personalidades ligadas ao samba e ao carnaval.
| Ano  | Categoria premiada                                    | Referência |
| ---- | ----------------------------------------------------- | ---------- |
| 2016 | Direção de harmonia (Jô Calça Larga, Siro e Tia Alda) | [ 100 ]    |
| 2016 | Ala de Passistas                                      | [ 100 ]    |

## Melhores do Carnaval
Melhores do Carnaval é um prêmio virtual concedido às escolas de samba da primeira divisão do carnaval carioca.
| Ano  | Categoria premiada              | C | Referência |
| ---- | ------------------------------- | - | ---------- |
| 2025 | Porta-bandeira (Marcella Alves) | 1 | [ 101 ]    |
| 2025 | Ala de Baianas                  | 2 | [ 101 ]    |

## Passista Samba no Pé
O Prêmio Passista Samba no Pé é destinado exclusivamente ao segmento de passistas do carnaval do Rio de Janeiro, sendo oferecido pelo portal Passista Samba no Pé. Contempla a primeira e segunda divisão do carnaval. Sua primeira edição foi realizada em 2016. A escolha dos contemplados é realizada pelos coordenadores do prêmio.
| Ano  | Categoria premiada                                                | Referência |
| ---- | ----------------------------------------------------------------- | ---------- |
| 2016 | Melhor Ala de Passistas                                           | [ 102 ]    |
| 2016 | Passista Feminino (Larissa Reis)                                  | [ 102 ]    |
| 2019 | Passista Feminino (Bellinha Delfim)                               | [ 103 ]    |
| 2020 | Melhor Ala de Passistas                                           | [ 104 ]    |
| 2020 | Passista Feminino (Gabi Carvalho)                                 | [ 104 ]    |
| 2020 | Passista Masculino (Diego Nascimento)                             | [ 104 ]    |
| 2023 | Passista Feminino (Amanda Omin)                                   | [ 105 ]    |
| 2023 | Profissional do Ano (Carlinhos do Salgueiro)                      | [ 105 ]    |
| 2024 | Passista Juvenil (Lorena Valentina)                               |            |
| 2024 | Passistas da Diversidade (Wend Caster, Otávio Luis e Davi Araújo) |            |

## Plumas & Paetês Cultural
O Prêmio Plumas & Paetês Cultural é uma premiação concedida desde 2005 a técnicos e profissionais que trabalham nos bastidores do carnaval carioca.
| Ano  | Categoria                        | Premiado(a)                              | C  | Referência      |
| ---- | -------------------------------- | ---------------------------------------- | -- | --------------- |
| 2005 | Destaque Masculino               | Ronaldo Barros                           | 1  | [ 107 ]         |
| 2006 | Aderecista                       | Anderson Abreu                           | 2  | [ 108 ]         |
| 2006 | Personalidade                    | Xangô do Salgueiro                       | 3  | [ 108 ]         |
| 2007 | Diretor de Carnaval              | Ricardo Fernandes                        | 4  | [ 109 ]         |
| 2009 | Destaque Performático            | Maurício Pina                            | 5  | [ 110 ]         |
| 2011 | Desenhista                       | Renato Lage                              | 6  | [ 111 ]         |
| 2011 | Escultor                         | Carlos Lopes                             | 7  | [ 111 ]         |
| 2011 | Pintor                           | Gilberto de Lima                         | 8  | [ 111 ]         |
| 2011 | Iluminador                       | Renato Ribeiro                           | 9  | [ 111 ]         |
| 2012 | Carnavalesco                     | Renato Lage                              | 10 | [ 112 ]         |
| 2012 | Aderecista                       | Adalberto Ferreira                       | 11 | [ 112 ]         |
| 2012 | Carpinteiro                      | Edson de Lima "Futica"                   | 12 | [ 112 ]         |
| 2012 | Ferreiro                         | Alexandre Vieira                         | 13 | [ 112 ]         |
| 2012 | Gestor de Ateliê                 | Fernando Magalhães                       | 14 | [ 112 ]         |
| 2013 | Iluminador / Eletricista         | Renato Ribeiro                           | 15 | [ 113 ]         |
| 2013 | Destaque Performático            | Maurício Pina                            | 16 | [ 113 ]         |
| 2013 | Destaque de Luxo Feminino        | Maria Helena Cadar                       | 17 | [ 113 ]         |
| 2013 | Destaque de Luxo Masculino       | Nelcimar Pires                           | 18 | [ 113 ]         |
| 2014 | Destaque de Luxo Feminino        | Maria Helena Cadar                       | 19 | [ 114 ]         |
| 2017 | Destaque Performático Masculino  | Maurício Pina                            | 20 | [ 115 ]         |
| 2018 | Detaque de Luxo Feminino         | Maria Helena Cadar                       | 21 | [ 116 ]         |
| 2018 | Diretor de Harmonia              | Siromar Carvalho, Jô Casimiro e Tia Alda | 22 | [ 116 ]         |
| 2018 | Diretor de Carnaval              | Alexandre Couto                          | 23 | [ 116 ]         |
| 2018 | Diretor de Barracão              | Alexandre Couto                          | 24 | [ 116 ]         |
| 2018 | Carpinteiro                      | Edson de Lima "Futica"                   | 25 | [ 116 ]         |
| 2019 | Passista Feminina                | Fernanda Florentino                      | 26 | [ 117 ]         |
| 2020 | Destaque Perfomático Masculino   | Mauricio Pina                            | 27 | [ 118 ]         |
| 2022 | Mestre-sala e Porta-bandeira     | Sidclei Santos e Marcella Alves          | 28 | [ 119 ] [ 120 ] |
| 2022 | Desenhista / Projetista          | Alex de Souza                            | 29 | [ 119 ] [ 120 ] |
| 2022 | Coreógrafo de Comissão de Frente | Patrick Carvalho                         | 30 | [ 119 ] [ 120 ] |
| 2022 | Assistente de Coreógrafo         | Washington Silva                         | 31 | [ 119 ] [ 120 ] |
| 2022 | Diretor de Passistas             | Carlinhos do Salgueiro                   | 32 | [ 119 ] [ 120 ] |
| 2022 | Passista Feminino                | Thay Barbosa                             | 33 | [ 119 ] [ 120 ] |
| 2022 | Passista Masculino               | Alex Silva Oscar                         | 34 | [ 119 ] [ 120 ] |
| 2022 | Estilista                        | Fernando Magalhães                       | 35 | [ 119 ] [ 120 ] |
| 2022 | Maquiador Artístico              | Guilherme Camilo                         | 36 | [ 119 ] [ 120 ] |
| 2022 | Iluminador                       | Alan Carvalho                            | 37 | [ 119 ] [ 120 ] |
| 2022 | Pintor de Arte                   | Leandro Assis                            | 38 | [ 119 ] [ 120 ] |
| 2022 | Carpinteiro                      | Edson de Lima "Futica"                   | 39 | [ 119 ] [ 120 ] |
| 2023 | Carpinteiro                      | Edson de Lima "Futica"                   | 40 | [ 121 ]         |
| 2023 | Destaque de Luxo Masculino       | Nilcemar Pires                           | 41 | [ 121 ]         |
| 2024 | Destaque de Luxo Feminino        | Simara Sukarno                           | 42 | [ 122 ]         |
| 2024 | Destaque de Luxo Masculino       | Ednaldo Cavalcanti                       | 43 | [ 122 ]         |
| 2024 | Escultor de Formas e Movimentos  | Jô Baixinho Parintins                    | 44 | [ 122 ]         |
| 2024 | Maquiador Artístico              | Jorge Abreu                              | 45 | [ 122 ]         |
| 2025 | Desenhista / Projetista          | Jorge Silveira                           | 46 | [ 123 ]         |
| 2025 | Destaque de Luxo Feminino        | Simara Sukarno                           | 47 | [ 123 ]         |
| 2025 | Destaque de Luxo Masculino       | Rafael Ebole                             | 48 | [ 123 ]         |
| 2025 | Diretor de Barracão              | Luan Teles                               | 49 | [ 123 ]         |
| 2025 | Diretor Musical                  | Alemão do Cavaco                         | 50 | [ 123 ]         |
| 2025 | Estilista                        | Fernando Magalhães                       | 51 | [ 123 ]         |
| 2025 | Intérprete                       | Igor Sorriso                             | 52 | [ 123 ]         |
| 2025 | Maquiador Artístico              | Jorge Abreu                              | 53 | [ 123 ]         |
| 2025 | Vidraceiro                       | Rafael Aguiar                            | 54 | [ 123 ]         |

## Prêmio 100% Carnaval
100% Carnaval é um prêmio virtual concedido desde 2019 às escolas de samba da primeira e da segunda divisão do carnaval carioca.
| Ano  | Categoria premiada                                            | C | Referência |
| ---- | ------------------------------------------------------------- | - | ---------- |
| 2019 | Porta-bandeira (Marcella Alves)                               | 1 | [ 124 ]    |
| 2019 | Revelação (Guilherme e Gustavo Oliveira - mestres de bateria) | 2 | [ 124 ]    |
| 2022 | Mestre-sala (Sidclei Santos)                                  | 3 | [ 125 ]    |
| 2022 | Melhor Ala ("O Clássico e o Afro de Mercedes Batista")        | 4 | [ 125 ]    |
| 2023 | Porta-bandeira (Marcella Alves)                               | 5 | [ 126 ]    |
| 2025 | Porta-bandeira (Marcella Alves)                               | 6 | [ 127 ]    |
| 2025 | Velha Guarda                                                  | 7 | [ 127 ]    |

## Prêmio Destaques do Ano
O Prêmio Destaques do Ano é oferecido desde 2020 pelo site Carnavalesco a escolas de samba e personalidades do carnaval que se destacaram em cada ano.
| Ano  | Categoria premiada                               | Referência |
| ---- | ------------------------------------------------ | ---------- |
| 2022 | Melhor live                                      | [ 128 ]    |
| 2023 | Melhor divulgação de enredo para o carnaval 2024 | [ 129 ]    |

## Resenha dos Sambistas
Resenha dos Sambistas é uma premiação criada em 2024, idealizada e promovida pelos diretores de carnaval Junior Escafura e Dudu Azevedo. Os premiados são indicados por diretores de carnaval e representantes dos segmentos de cada escola. Os três indicados de cada categoria recebem placas de primeiro, segundo e terceiro lugar.
| Ano  | Categorias premiadas        | Outras indicações                                                                                          | Referência      |
| ---- | --------------------------- | --- | --------------- |
| 2024 | - Samba-enredo ("Hutukara") | - Enredo (segundo lugar) - Mestre-sala e Porta-bandeira (segundo lugar) - Ala de Passistas (segundo lugar) | [ 131 ] [ 132 ] |
| 2025 | - Ala de Passistas          | - Comissão de Frente (segundo lugar)                                                                       | [ 133 ]         |

## S@mba-Net
O Prêmio S@mba-Net é uma premiação concedida às escolas de samba da primeira, segunda e terceira divisões do carnaval do Rio de Janeiro. Foi idealizado pelo carnavalesco Luiz Fernando Reis e criado em 1999, ano de sua primeira edição. Os premiados são escolhidos por jornalistas que fazem a cobertura dos desfiles e pelos coordenadores do prêmio.
| Ano  | Categoria premiada                                             | C  | Referência      |
| ---- | -------------------------------------------------------------- | -- | --------------- |
| 2007 | Velha Guarda                                                   | 1  | [ 137 ] [ 138 ] |
| 2008 | Velha Guarda                                                   | 2  | [ 139 ] [ 140 ] |
| 2009 | Velha Guarda                                                   | 3  | [ 141 ] [ 142 ] |
| 2011 | Velha Guarda                                                   | 4  | [ 143 ] [ 144 ] |
| 2013 | Destaque de Luxo (Maria Helena Cadar)                          | 5  | [ 145 ]         |
| 2014 | Velha Guarda                                                   | 6  | [ 146 ]         |
| 2015 | Comissão de Frente                                             | 7  | [ 147 ]         |
| 2016 | Ala de Baianas                                                 | 8  | [ 148 ]         |
| 2016 | Destaque de Luxo (João Helder)                                 | 9  | [ 148 ]         |
| 2019 | Destaque de Luxo (João Helder)                                 | 10 | [ 149 ]         |
| 2020 | Velha Guarda                                                   | 11 | [ 150 ]         |
| 2023 | Mestre-sala e Porta-bandeira (Sidclei Santos e Marcella Alves) | 12 | [ 151 ]         |
| 2024 | Destaque de Luxo (Simara Sukarno)                              | 13 | [ 152 ]         |

## SRzd Carnaval
O Prêmio SRzd Carnaval é uma premiação organizada e concedida pelo site SRzd à primeira, segunda e terceira divisões do carnaval carioca. De 2008 a 2011 foi realizado como "Estrela do Carnaval". A partir de 2012, passou a se chamar SRzd Carnaval. Os premiados são escolhidos por jornalistas que fazem a cobertura dos desfiles das escolas de samba.
| Ano  | Categoria premiada                                             | C  | Referência |
| ---- | -------------------------------------------------------------- | -- | ---------- |
| 2012 | Melhor escola                                                  | 1  | [ 154 ]    |
| 2013 | Bateria                                                        | 2  | [ 155 ]    |
| 2014 | Destaque (Djalma Sabiá)                                        | 3  | [ 156 ]    |
| 2016 | Ala de Baianas                                                 | 4  | [ 157 ]    |
| 2016 | Ala de Passistas                                               | 5  | [ 157 ]    |
| 2018 | Melhor escola                                                  | 6  | [ 158 ]    |
| 2018 | Ala de Passistas                                               | 7  | [ 158 ]    |
| 2019 | Samba-enredo ("Xangô")                                         | 8  | [ 159 ]    |
| 2019 | Mestre-sala e Porta-bandeira (Sidclei Santos e Marcella Alves) | 9  | [ 159 ]    |
| 2023 | Mestre-sala e Porta-bandeira (Sidclei Santos e Marcella Alves) | 10 | [ 160 ]    |

## Troféu Bateria
O Troféu Bateria é concedido por especialistas no assunto, desde 2016, às escolas de samba da primeira e da segunda divisão do carnaval carioca.
| Ano  | Categoria premiada               | C  | Referência |
| ---- | -------------------------------- | -- | ---------- |
| 2016 | Ala de Tamborim                  | 1  | [ 161 ]    |
| 2016 | Desenho de Tamborim              | 2  | [ 161 ]    |
| 2017 | Melhor Bateria                   | 3  | [ 162 ]    |
| 2017 | Ala de Chocalho                  | 4  | [ 162 ]    |
| 2017 | Ala de Tamborim                  | 5  | [ 162 ]    |
| 2017 | Melhor Mestre (Mestre Marcão)    | 6  | [ 162 ]    |
| 2018 | Ala de Tamborim                  | 7  | [ 163 ]    |
| 2020 | Bateria do Povo (votação online) | 8  | [ 163 ]    |
| 2022 | Conjunto de Bossas               | 9  | [ 163 ]    |
| 2024 | Ala de Marcação                  | 10 | [ 163 ]    |
| 2025 | Baluarte (Orelha)                | 11 |            |

## Troféu Explosão in Samba
O Troféu Explosão in Samba é concedido pela Revista Explosão in Samba desde 2019 às escolas de samba da primeira e da segunda divisão do carnaval carioca.
| Ano  | Categoria premiada                                             | Referência |
| ---- | -------------------------------------------------------------- | ---------- |
| 2022 | Comissão de Frente                                             | [ 164 ]    |
| 2023 | Mestre-sala e Porta-bandeira (Sidclei Santos e Marcella Alves) | [ 165 ]    |
| 2025 | Samba-enredo ("Salgueiro de Corpo Fechado")                    | [ 166 ]    |
| 2025 | Mestre-sala e Porta-bandeira (Sidclei Santos e Marcella Alves) | [ 166 ]    |

## Troféu Sambario
O Troféu Sambario é um prêmio virtual concedido pelo site especializado Sambario desde 2009 às escolas de samba dos grupos Especial e de acesso. Entre 2013 e 2017, não foi realizado, retornando na edição de 2018. Os vencedores são escolhidos através de votação interna feita entre a equipe do site Sambario, com jornalistas e integrantes de outros veículos convidados.

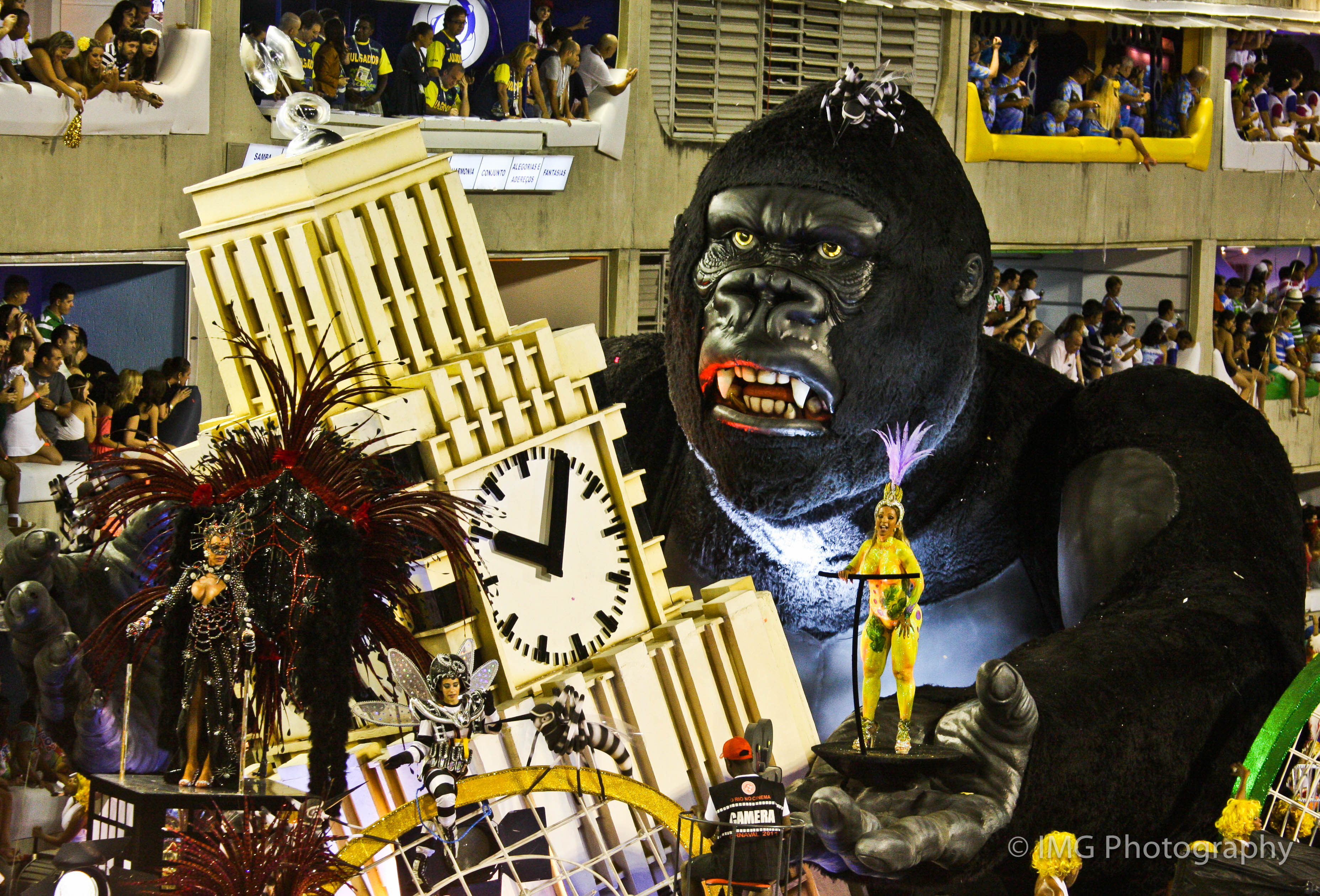
Alegoria "King Kong no Relógio da Central" recebeu o Troféu Sambario 2011.

| Ano  | Categoria premiada                                             | C  | Referência |
| ---- | -------------------------------------------------------------- | -- | ---------- |
| 2009 | Melhor Escola                                                  | 1  | [ 167 ]    |
| 2009 | Enredo ("Tambor")                                              | 2  | [ 167 ]    |
| 2011 | Melhor Alegoria (King Kong no Relógio da Central)              | 3  | [ 168 ]    |
| 2012 | Melhor Alegoria (O Pavão Misterioso)                           | 4  | [ 169 ]    |
| 2018 | Melhor Escola                                                  | 5  | [ 170 ]    |
| 2018 | Mestre-sala e Porta-bandeira (Sidclei Santos e Marcella Alves) | 6  | [ 170 ]    |
| 2020 | Mestre-sala e Porta-bandeira (Sidclei Santos e Marcella Alves) | 7  | [ 171 ]    |
| 2022 | Ala de Passistas                                               | 8  | [ 172 ]    |
| 2022 | Melhor Ala ("O Negro no Futebol Carioca")                      | 9  | [ 172 ]    |
| 2023 | Mestre-sala e Porta-bandeira (Sidclei Santos e Marcella Alves) | 10 | [ 173 ]    |
| 2024 | Samba-enredo ("Hutukara")                                      | 11 | [ 174 ]    |
| 2024 | Mestre-sala e Porta-bandeira (Sidclei Santos e Marcella Alves) | 12 | [ 174 ]    |
| 2024 | Ala de Baianas                                                 | 13 | [ 174 ]    |

## Troféu Tupi Carnaval Total

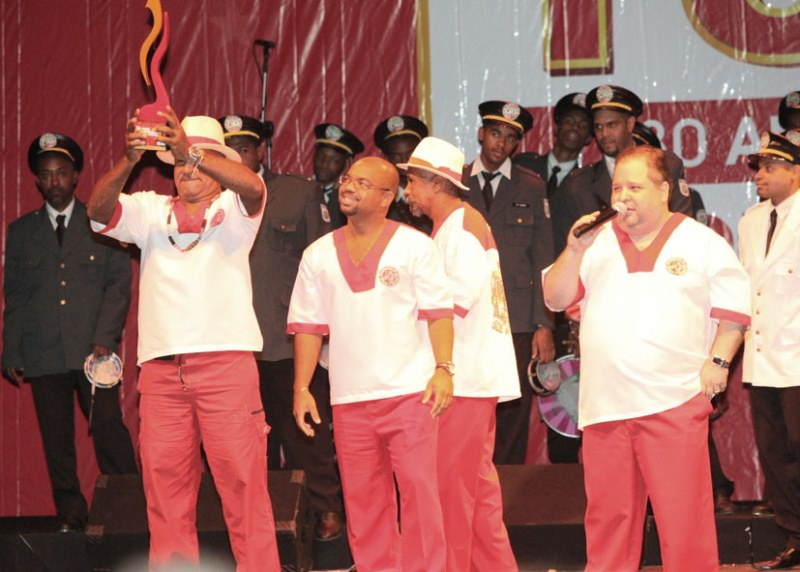
Compositores do Salgueiro recebem o Troféu Tupi de melhor samba-enredo do carnaval 2011.

O Troféu Tupi Carnaval Total é um prêmio concedido pela Super Rádio Tupi, desde 2010, às escolas de samba da primeira e segunda divisão do carnaval. Os premiados são escolhidos por jornalistas, comentaristas e repórteres que cobrem o carnaval pela Rádio Tupi. Entre 2016 e 2019 o prêmio não foi entregue, retornando na edição de 2020.
| Ano  | Categoria premiada                                             | C | Referência      |
| ---- | -------------------------------------------------------------- | - | --------------- |
| 2011 | Samba-enredo ("Salgueiro Apresenta: O Rio no Cinema")          | 1 | [ 175 ] [ 176 ] |
| 2011 | Carnavalescos (Renato Lage e Márcia Lage)                      | 2 | [ 175 ] [ 176 ] |
| 2012 | Rainha de Bateria (Viviane Araújo)                             | 3 | [ 177 ]         |
| 2015 | Melhor Escola                                                  | 4 | [ 178 ]         |
| 2015 | Bateria                                                        | 5 | [ 178 ]         |
| 2020 | Mestre-sala e Porta-bandeira (Sidclei Santos e Marcella Alves) | 6 | [ 179 ]         |
| 2022 | Ala de Passistas                                               | 7 | [ 180 ]         |
| 2024 | Samba-enredo ("Hutukara")                                      | 8 | [ 181 ]         |
| 2025 | Ala de Baianas                                                 | 9 | [ 182 ]         |

## Prêmios extintos

### Gazeta do Rio
O Prêmio Gazeta do Rio foi concedido em 2022 pelo site Gazeta do Rio às escolas de samba do carnaval carioca. Os premiados foram escolhidos por jornalistas especializados, foliões e parceiros do site.
| Ano  | Categoria premiada | Referência |
| ---- | ------------------ | ---------- |
| 2022 | Ala de Passistas   | [ 183 ]    |

### Melhores do Carnaval
O Melhores do Carnaval foi concedido em 2019 pelo site Carnaval Interativo às escolas de samba da primeira e segunda divisões do carnaval carioca.
| Ano  | Categoria premiada              | Referência |
| ---- | ------------------------------- | ---------- |
| 2019 | Bateria                         | [ 184 ]    |
| 2019 | Intérprete (Emerson Dias)       | [ 184 ]    |
| 2019 | Porta-bandeira (Marcella Alves) | [ 184 ]    |
| 2019 | Melhor Harmonia                 | [ 184 ]    |

### Tamborim de Ouro

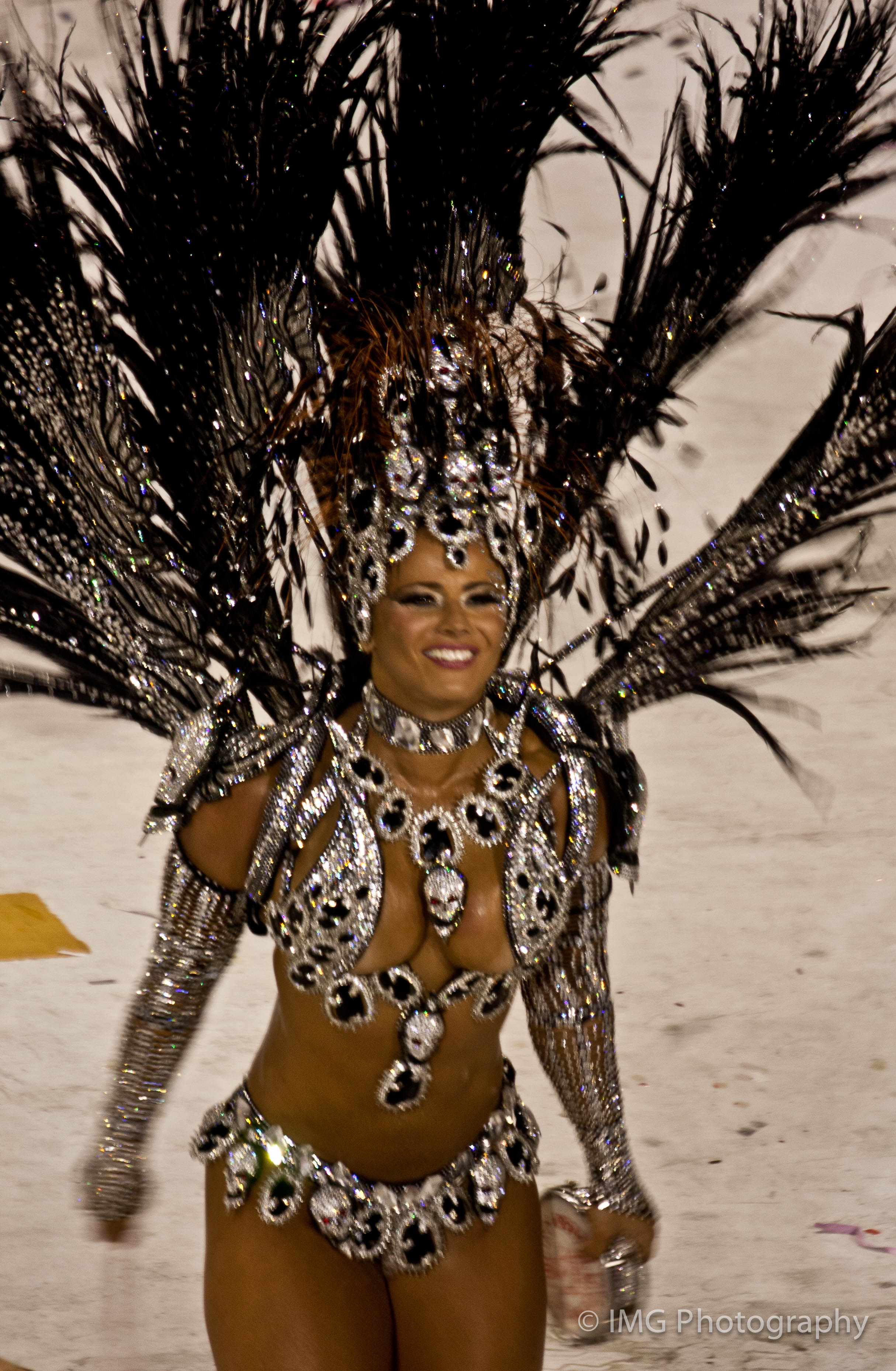
Viviane Araújo no desfile do Salgueiro no carnaval de 2011, ano em que a rainha de bateria recebeu o primeiro dos seus oito prêmios de Musa da Sapucaí do Tamborim de Ouro.

O Troféu Tamborim de Ouro foi um prêmio entregue entre 1998 e 2020 à primeira e segunda divisão do carnaval do Rio de Janeiro. Era organizado e oferecido pelo Jornal O Dia. Algumas categorias tinham seus vencedores escolhidos por meio de votação popular online, enquanto outras eram votadas por um júri de jornalistas e especialistas.
| Ano  | Categoria premiada                                                       | C  | Referência      |
| ---- | ------------------------------------------------------------------------ | -- | --------------- |
| 1999 | "Samba no Pé" Feminino (Flávia Cirino)                                   | 1  | [ 187 ]         |
| 2002 | Prêmio Especial                                                          | 2  | [ 188 ]         |
| 2003 | Samba-enredo ("Salgueiro, Minha Paixão, Minha Raiz - 50 Anos de Glória") | 3  | [ 189 ]         |
| 2004 | Bateria                                                                  | 4  | [ 190 ]         |
| 2005 | Melhor escola                                                            | 5  | [ 191 ]         |
| 2006 | "Samba no Pé" Masculino (Carlinhos do Salgueiro)                         | 6  | [ 192 ]         |
| 2007 | Melhor escola                                                            | 7  | [ 193 ]         |
| 2009 | Bateria                                                                  | 8  | [ 194 ]         |
| 2010 | Ala mirim ("Cupins")                                                     | 9  | [ 195 ]         |
| 2011 | Musa da Sapucaí (Viviane Araújo)                                         | 10 | [ 196 ] [ 197 ] |
| 2012 | Bateria                                                                  | 11 | [ 198 ]         |
| 2013 | Melhor escola                                                            | 12 | [ 199 ]         |
| 2013 | Comissão de Frente                                                       | 13 | [ 199 ]         |
| 2013 | Ala de Baianas                                                           | 14 | [ 199 ]         |
| 2013 | Musa da Sapucaí (Viviane Araújo)                                         | 15 | [ 199 ]         |
| 2014 | Melhor escola                                                            | 16 | [ 200 ]         |
| 2014 | Samba-enredo ("Gaia, a Vida em Nossas Mãos")                             | 17 | [ 200 ]         |
| 2014 | Enredo ("Gaia, a Vida em Nossas Mãos")                                   | 18 | [ 200 ]         |
| 2014 | Bateria                                                                  | 19 | [ 200 ]         |
| 2014 | Ala de Baianas                                                           | 20 | [ 200 ]         |
| 2014 | Conjunto de alegorias                                                    | 21 | [ 200 ]         |
| 2014 | Musa da Sapucaí (Viviane Araújo)                                         | 22 | [ 200 ]         |
| 2015 | Melhor escola                                                            | 23 | [ 201 ]         |
| 2015 | Musa da Sapucaí (Viviane Araújo)                                         | 24 | [ 201 ]         |
| 2016 | Melhor escola                                                            | 25 | [ 202 ]         |
| 2016 | Samba-enredo ("A Ópera dos Malandros")                                   | 26 | [ 202 ]         |
| 2016 | Musa da Sapucaí (Viviane Araújo)                                         | 27 | [ 202 ]         |
| 2017 | Melhor escola                                                            | 28 | [ 203 ]         |
| 2017 | Samba-enredo ("Divina Comedia do Carnaval")                              | 29 | [ 203 ]         |
| 2017 | Musa da Sapucaí (Viviane Araújo)                                         | 30 | [ 203 ]         |
| 2018 | Mestre-sala e Porta-bandeira (Sidclei Santos e Marcella Alves)           | 31 | [ 204 ]         |
| 2018 | Ala de Baianas                                                           | 32 | [ 204 ]         |
| 2018 | Musa da Sapucaí (Viviane Araújo)                                         | 33 | [ 204 ]         |
| 2019 | Samba-enredo ("Xangô")                                                   | 34 | [ 205 ]         |
| 2019 | Mestre-sala e Porta-bandeira (Sidclei Santos e Marcella Alves)           | 35 | [ 205 ]         |
| 2020 | Musa da Sapucaí (Viviane Araújo)                                         | 36 | [ 206 ]         |

### Troféu Andarilho do Samba
O Troféu Andarilho do Samba foi entregue em 2008, elegendo os melhores de todas as divisões do carnaval carioca. Foi oferecido pelo programa Andarilho do Samba, da Rádio Metropolitana, sob responsabilidade do radialista Arnaldo Lyrio.
| Ano  | Categoria premiada                           | Referência |
| ---- | -------------------------------------------- | ---------- |
| 2008 | Melhor Ala de Passistas                      | [ 207 ]    |
| 2008 | Melhor Assessora de Imprensa (Flávia Cirino) | [ 207 ]    |

### Troféu Apoteose
Troféu Apoteose foi um prêmio concedido pelo Programa Cidade do Samba, do radialista João Estevam, entre 2004 e 2014 à primeira, segunda e terceira divisões do carnaval do Rio de Janeiro.
| Ano  | Categoria premiada           | Referência |
| ---- | ---------------------------- | ---------- |
| 2006 | Mestre-sala (Ronaldinho)     | [ 208 ]    |
| 2014 | Mestre-sala (Sidclei Santos) | [ 209 ]    |

### Troféu Jorge Lafond
Troféu Jorge Lafond foi um prêmio concedido entre 2004 e 2016 pela escola de samba Acadêmicos do Cubango às agremiações do carnaval carioca. O prêmio foi criado em homenagem ao ator Jorge Lafond.

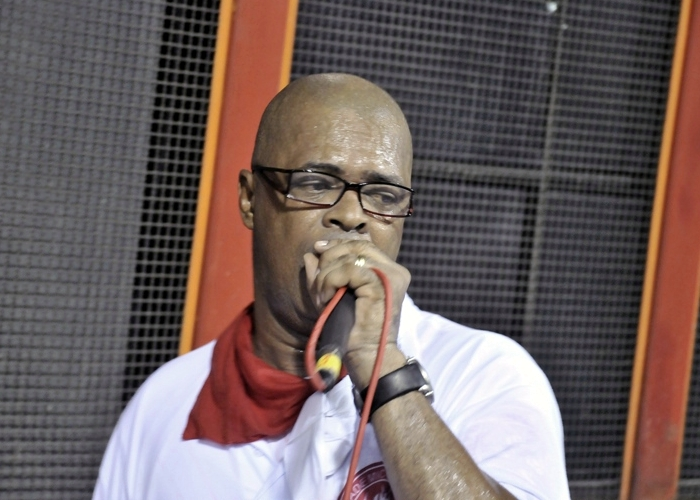
Quinho do Salgueiro em 2010, ano em que recebeu o Troféu Jorge Lafond de Personalidade.

| Ano  | Categoria premiada                                                   | Referência                      |
| ---- | -------------------------------------------------------------------- | ------------------------------- |
| 2009 | Personalidade (Regina Celi - presidente do Salgueiro)                | [ 211 ] [ 212 ]                 |
| 2010 | Personalidade (Quinho - intérprete do Salgueiro)                     | [ 213 ]                         |
| 2011 | Personalidade (Mestre Marcão - diretor de bateria do Salgueiro)      | [ 214 ] [ 215 ]                 |
| 2012 | Personalidade (Vânia Flor - musa da escola)                          | [ 216 ]                         |
| 2013 | Homenagem Especial (Regina Celi - presidente do Salgueiro)           | [ 217 ]                         |
| 2013 | Homenagem Especial (Carlinhos - coreógrafo)                          | [ 217 ]                         |
| 2015 | Homenagem Especial (Viviane Araújo - rainha de bateria do Salgueiro) | [ 218 ] [ 219 ] [ 220 ]         |
| 2016 | Homenagem Especial (Leonardo Bessa - intérprete do Salgueiro)        | [ 221 ] [ 222 ] [ 223 ] [ 224 ] |

### Troféu Natal
O Troféu Natal foi um prêmio concedido pela PROMAG Promoções e Artes Gráficas em parceria com a Rede Globo às escolas de samba do Grupo 1 de 1976. O nome do prêmio homenageia Natal da Portela, morto em 1975.
| Ano  | Categoria premiada                     | Referência |
| ---- | -------------------------------------- | ---------- |
| 1976 | Destaque Feminino (Paula do Salgueiro) | [ 225 ]    |
| 1976 | Destaque Masculino (Djalma Sabiá)      | [ 225 ]    |

### Troféu Papa-Tudo - Rede Manchete
O Troféu Papa-Tudo - Rede Manchete foi um prêmio concedido pela Rede Manchete entre os anos de 1995 e 1998 às escolas de samba da primeira e segunda divisões do carnaval carioca.
| Ano  | Categoria premiada | Referência      |
| ---- | ------------------ | --------------- |
| 1996 | Comissão de Frente | [ 226 ]         |
| 1998 | Bateria            | [ 227 ] [ 228 ] |

### Troféu Rádio Manchete
Troféu Rádio Manchete foi um prêmio concedido pela Rádio Manchete às escolas do grupos Especial, Acesso A e B. Os vencedores eram escolhidos por comentaristas e repórteres de Carnaval da Rádio Manchete AM.
| Ano  | Categoria premiada                 | Referência |
| ---- | ---------------------------------- | ---------- |
| 2008 | Mestre-sala (Ronaldinho)           | [ 229 ]    |
| 2009 | Melhor Escola                      | [ 230 ]    |
| 2009 | Rainha de Bateria (Viviane Araújo) | [ 230 ]    |

### Troféu Sambista
O Troféu Sambista foi uma premiação concedida pelo Jornal do Sambista às escolas de samba dos grupos Especial, Série A e Série B entre os carnavais dos anos de 2016 e 2018.
| Ano  | Categoria premiada | Referência |
| ---- | ------------------ | ---------- |
| 2017 | Bateria            | [ 231 ]    |
| 2017 | Ala de Passistas   | [ 231 ]    |
| 2018 | Ala de Baianas     | [ 232 ]    |

### Troféu Vai Dar Samba
O Troféu Vai Dar Samba foi entregue em 2018, elegendo os melhores da primeira e segunda divisões do carnaval carioca. Foi oferecido pelo programa Vai Dar Samba, da Rádio 94 FM, sob responsabilidade do jornalista Miro Ribeiro.
| Ano  | Categoria premiada                 | Referência |
| ---- | ---------------------------------- | ---------- |
| 2018 | Rainha de Bateria (Viviane Araújo) | [ 233 ]    |

### Veja Rio Carnaval
Veja Rio Carnaval foi um prêmio concedido pela Revista Veja Rio às escolas de samba do Grupos Especial nos carnavais de 2013 e 2014.
| Ano  | Categoria premiada                                     | Referência |
| ---- | ------------------------------------------------------ | ---------- |
| 2013 | Mestre de Bateria (Mestre Marcão)                      | [ 234 ]    |
| 2014 | Alegoria (Carro abre-alas, "Templo Sagrado de Olorum") | [ 235 ]    |

## Condecorações

### Cidadão Samba
Cidadão Samba foi um título concedido anualmente pela imprensa carioca a sambistas e representantes notórios das escolas de samba do Rio de Janeiro. A condecoração foi criada em 1936 pelo Jornal A Nação. Ao longo do tempo, passou por diversas fases, sendo organizado por diferentes órgãos da impressa carioca, até seu último ano, em 2017.
| Ano  | Cidadão Samba                    | Referência |
| ---- | -------------------------------- | ---------- |
| 1967 | Sebastião Vieira da Silva (Tião) | [ 237 ]    |
| 1972 | Jorge Calça Larga                | [ 237 ]    |
| 1976 | Neca da Baiana                   | [ 237 ]    |

### Medalha JK
A Medalha JK condecorou personalidades e empresas brasileiras que se destacaram no ambiente digital.
| Ano  | Categoria premiada                                                 | Vencedor  | Referência |
| ---- | ------------------------------------------------------------------ | --------- | ---------- |
| 2023 | Influenciador da cultura carioca (pela atuação em mídias digitais) | Salgueiro | [ 238 ]    |